# Augochloropsis drepanis
Augochloropsis drepanis är en biart som först beskrevs av Joseph Vachal 1903.  Augochloropsis drepanis ingår i släktet Augochloropsis och familjen vägbin. Inga underarter finns listade.